# Uładzimir Biadula
Uładzimir Lawoncjewicz Biadula (biał. Уладзімір Лявонцьевіч Бядуля, ros. Владимир Леонтьевич Бедуля, Władimir Leontjewicz Biedula; ur. 24 maja 1927 w Podomszy w gminie Dmitrowicze, zm. w lipcu 2017) – radziecki i białoruski kołchoźnik i polityk, dwukrotny deputowany do Rady Najwyższej Białoruskiej SRR, deputowany ludowy ZSRR, w latach 1997–2000 członek Rady Republiki Zgromadzenia Narodowego Republiki Białorusi I kadencji; dwukrotny Bohater Pracy Socjalistycznej.

## Życiorys
Urodził się 24 maja 1927 roku we wsi Podomsza, w gminie Dmitrowicze powiatu brzeskiego województwa poleskiego II Rzeczypospolitej (obecnie rejon kamieniecki obwodu brzeskiego Białorusi). W latach 1945–1951 służył w Armii Radzieckiej. Ukończył dwuletnie studia na Wydziale Ekonomicznym Białoruskiego Instytutu Mechanizacji Gospodarstwa Wiejskiego. 
W latach 1951–1955 pracował w organach Komsomołu w Brześciu, był II sekretarzem Brzeskiego Komitetu Miejskiego Leninowskiego Komunistycznego Związku Młodzieży Białorusi. Później był wiceprzewodniczącym kołchozu im. Mołotowa w rejonie kamienieckim. Od 1956 roku pełnił funkcję przewodniczącego kołchozu „Sowietskaja Biełorussija” (pol. Sowiecka Białoruś) w tym samym rejonie. Od 1995 roku był członkiem Komunistycznej Partii Związku Radzieckiego. W latach 1990–1991 był członkiem Komitetu Centralnego (KC) Komunistycznej Partii Białorusi. Po rozwiązaniu partii i uzyskaniu niepodległości przez Białoruś został w 1992 roku członkiem KC Partii Komunistów Białoruskiej.
Dwukrotnie był deputowanym do Rady Najwyższej Białoruskiej SRR: w latach 1967–1971 (VI kadencji) i 1985–1990 (XI kadencji). W latach 1989–1991 był deputowanym ludowym ZSRR. Od 13 stycznia 1997 do 19 grudnia 2000 roku był członkiem Rady Republiki Zgromadzenia Narodowego Republiki Białorusi I kadencji. Pełnił w niej funkcję członka Stałej Komisji ds. Polityki Regionalnej.

## Odznaczenia i nagrody
- Order Ojczyzny III klasy
- Order Franciszka Skaryny
- Bohater Pracy Socjalistycznej (1971, 1987)[2];
- Zasłużony Działacz Kultury Białoruskiej SRR (1977)[2].
- Order Lenina (dwukrotnie)
- Order Rewolucji Październikowej
- Order Czerwonego Sztandaru Pracy
- Order Przyjaźni Narodów
- Order „Znak Honoru”